# Izabela Dragneva
Izabela Dragneva (née le 1er octobre 1971 à Varna) est une haltérophile bulgare.
Elle a remporté les championnats d'Europe à 4 reprises entre 1998 et 2004.
Elle a participé aux Jeux olympiques de Sydney en 2000 en catégorie 48 kg, à l'occasion desquels elle a été déclarée positive au furosémide, un diurétique masquant.
Elle est la première haltérophile à se voir retirer sa médaille d'or olympique pour dopage,. La médaille d'or en catégorie 48 kg a été réattribuée à l'américaine Tara Cunningham.